# Харченко Яків Тарасович
Харченко Яків Тарасович (1853 — 17 червня 1937, Велика Кікінда, Дунайська бановина, Королівство Югославія (нині — Сербія)) — голова Таврійської губернської земської управи, Таврійський губернський комісар Тимчасового уряду (1917).
До 7(20) квітня 1917 р. — Таврійський губернський комісар Тимчасового уряду.
Після відставки та до евакуації працював уповноваженим управління торгівлі та промисловості.